# Хотіївська сільська рада (Семенівський район)
Хоті́ївська сільська́ ра́да — адміністративно-територіальна одиниця та орган місцевого самоврядування в Семенівському районі Чернігівської області. Адміністративний центр — село Хотіївка.

## Загальні відомості
Хотіївська сільська рада утворена у 1925 році.
- Територія ради: 88,37 км²
- Населення ради: 844 особи (станом на 2001 рік)

## Населені пункти
Сільській раді підпорядковані населені пункти:
- с. Хотіївка
- с. Кринички
- с. Лісківщина
- с. Прогрес
- с. Березовий Гай

До 2013 року у підпорядкуванні було ще 4 села: Дачне, Логи, Михайлове, Ракужа.

## Склад ради
Рада складається з 12 депутатів та голови.
- Голова ради: Жога Ніна Василівна
- Секретар ради: Висоцька Марія Олександрівна

### Керівний склад попередніх скликань
| Прізвище, ім'я, по батькові | Основні відомості                                                                       | Дата обрання | Дата звільнення |
| --------------------------- | --------------------------------------------------------------------------------------- | ------------ | --------------- |
| Жога Ніна Василівна         | Сільський голова, 1972 року народження, освіта середня спеціальна, член Народної партії | 26.03.2006   | 31.10.2010      |
| Жога Ніна Василівна         | Сільський голова, 1972 року народження, освіта середня спеціальна, член Народної партії | 31.10.2010   |                 |

Примітка: таблиця складена за даними сайту Верховної Ради України

### Депутати
За результатами місцевих виборів 2010 року депутатами ради стали:

#### За суб'єктами висування
| Суб'єкт висування            | Кількість обраних депутатів | %   |
| ---------------------------- | --------------------------- | --- |
| Партія регіонів              | 6                           | 50  |
| Народна партія               | 3                           | 25  |
| Комуністична партія України  | 1                           | 8,3 |
| Самовисування                | 1                           | 8,3 |
| Соціалістична партія України | 1                           | 8,3 |

#### За округами
| № округу                     | Прізвище, ім'я, по батькові   | Дата визнання обраним | Освіта  | Партійна приналежність                        | Відомості про обраного депутата                            |
| ---------------------------- | ----------------------------- | --------------------- | ------- | --------------------------------------------- | ---------------------------------------------------------- |
| Комуністична партія України  |                               |                       |         |                                               |                                                            |
| 5                            | Кущ Володимир Григорович      | 03.11.2010            | середня | позапартійний                                 | пенсіонер                                                  |
| Народна Партія               |                               |                       |         |                                               |                                                            |
| 7                            | Бабенко Наталія Володимирівна | 03.11.2010            | середня | позапартійна                                  | ПП «Полярне», доярка                                       |
| 8                            | Жога Анатолій Аркадійович     | 03.11.2010            | середня | позапартійний                                 | тимчасово не працює                                        |
| 12                           | Мазепа Сергій Валерійович     | 03.11.2010            | середня | член Народної партії                          | ДП «Семенівське», інженер                                  |
| Партія регіонів              |                               |                       |         |                                               |                                                            |
| 2                            | Сєнченко Тетяна Валентинівна  | 03.11.2010            | вища    | член Партії регіонів                          | Хотіївська бібліотека, бібліотекар                         |
| 3                            | Колос Олександр Павлович      | 03.11.2010            | середня | позапартійний                                 | тимчасово не працює                                        |
| 4                            | Висоцька Марія Олександрівна  | 03.11.2010            | вища    | член Партії регіонів                          | Хотіївська загальноосвітня школа, вчитель                  |
| 6                            | Лупояд Світлана Володимирівна | 03.11.2010            | середня | позапартійна                                  | ВПЗ «Хотіївка», начальник                                  |
| 9                            | Пластун Ірина Володимирівна   | 03.11.2010            | середня | член Партії регіонів                          | Прогреський фельдшерсько-акушерський пункт, молодша сестра |
| 10                           | Король Олена Михайлівна       | 03.11.2010            | середня | позапартійна                                  | тимчасово не працює                                        |
| Соціалістична партія України |                               |                       |         |                                               |                                                            |
| 11                           | Скидан Людмила Володимирівна  | 03.11.2010            | середня | позапартійна                                  | Семенівський тер. центр, соцпрацівник                      |
| Самовисування                |                               |                       |         |                                               |                                                            |
| 1                            | Голубова Оксана Василівна     | 03.11.2010            | середня | член Всеукраїнського об'єднання «Батьківщина» | Хотіївський сільський клуб, завідувачка                    |